# دنیای باحال
دنیای باحال (به انگلیسی: Cool World) فیلمی است محصول سال ۱۹۹۲ و به کارگردانی رالف بکشی است. در این فیلم بازیگرانی همچون کیم بسینگر، گابریل بیرن، برد پیت و فرانک سیناترا جونیور ایفای نقش کرده‌اند.